# Limnophila defecta
Limnophila defecta är en tvåvingeart som beskrevs av Alexander 1929. Limnophila defecta ingår i släktet Limnophila och familjen småharkrankar. Inga underarter finns listade i Catalogue of Life.